# Penrosada lanassa
Penrosada lanassa är en fjärilsart som beskrevs av Felder 1867. Penrosada lanassa ingår i släktet Penrosada och familjen praktfjärilar. Inga underarter finns listade i Catalogue of Life.